# مردوخ قبيط أخيشو
مردوخ قبيط أخيشو أو مردوخ-كابت-اخيشو ملك بابل للفترة مابين 1157–1140 قبل الميلاد، وهو مؤسس سلالة إيسين الثانية التي حكمت بابل حتى حوالي سنة 1025 قبل الميلاد. في حدود عام 1156 ق.م قاد ثورة كان من أهم نتائجها طرد الحامية العيلامية التي تُركت في بابل بعد انسحاب العيلاميين منها. وبوصوله إلى الحكم تم الأطاحة بالسلالة الكاشية التي حكمت بابل، واستعادت مدينة إيسن شهرتها وعظمتها فتأسست فيها سلالة حاكمة عرفت باسم سلالة إيسن الثانية أو سلالة بابل الرابعة التي أسسها «مردوخ ـ كابت ـ أخيشو». والتي انتقلت إلى مدينة بابل، حيث صارت عاصمة لملوك هذه السلالة حتى نهاية حكمها واكتسب مؤسسها شهرة واسعة لإنجازاته التي قام بها ومنها تأسيسه لسلالة حاكمة تعد السلالة الوطنية الأولى بعد سقوط بابل على يد الحثيين عام 1595 ق.م.

## سيرة شخصية
يعني اسمه «مردوخ المفضل (بين) أخوته»، دام حكمه ثمانية عشر عاماً للفترة «1157-1140 ق.م». واسم الأسرة الحاكمة بالا-با-شي حسب ما تم ذكره في قائمة الملوك البابليين. وهو عبارة عن تلاعب بالألفاظ مكتوب على شكل «با.شي». وهي المرجع الوحيد الواضح لمدينة أيسن بأن مقر حكمهم الفعلي كان في مكان آخر. ولا ينبغي الخلط بينه وبين الكاتب الآشوري الأوسط الذي يحمل نفس الاسم الذي قام بتأليف وثيقتين في مكتبة توكولتي أبال إيشارا بعد حوالي 30 عامًا.
في عام 1157 قبل الميلاد في زمن الملك شيلاك-انشوشناك غزا العيلاميون بلاد بابل للمرة الثالثة ودخلوا مدينة بابل وخربوا حتى الأماكن المقدسة فيها، وأخذوا معهم تمثال الإله مردوخ، إله مدينة بابل، وهو التمثال الثاني للإله مردوخ الذي يسرقه الغزاة. ولكن لم تطل فترة الاحتلال حتى عمت البلاد انتفاضة عارمة كبيرة انطلفت شرارتها الأولى من مدينة أيسن (ايشان بحريات) الواقعة إلى الجنوب الغربي من مدينة نيبور (نفر) حيث تزعم هذه الانتفاضة أحد الشيوخ المحليين ويدعى «مردوخ قبيط أخيشو». ولقد ساعدت الظروف مؤسسي هذه الاسرة، إذا اضطربت الأمور في عيلام بالشكل الذي جعل من السهل على حاكم ايسين الانتفاض على الحامية العيلامية وطردها. ولا يعرف رد الفعل العيلامي على طرد هذه الحامية، ويعتقد أنهم لم يكونوا بالقوة التي تمكنهم بالقيام بعمل عسكري مضاد.
ومن غير الواضح فيما إذا كان هناك فترة فاصلة بين سقوط السلالة الكاشية السابقة وقيام الحكم المحلي أو ما إذا كان هناك تداخل مع السلالة الكاشية السابقة لم يتم تحديده، على العموم كانت قائمة الملوك البابليين قد وضعت إسمه بعد آخر ملك كاشي على بابل.
بعد انتهائه من العيلاميين وجه انتباهه إلى آشور والشمال، واستولى على مدينة إخلاتوم.
كانت هذه السلالة علامة على تفوق عبادة الإله مردوخ، حيث كان 6 من بين 11 ملكاً من هذه السلالة الحاكمة يتضمن اسم هذا الإله كعنصر ثيوبوري، وكان راسخًا باعتباره الإله الأعلى للبانتيون. خلفه في الحكم ابنه إتي مردوخ بالاطو.

## نقوش
1. ↑  KAR 24 and AfO TV [1927] 71-73.

## الهوامش
1. ↑  جي إيه برينكمان (1999). ديتز أوتو إدزارد (المحرر). المعجم الآشوري وعلم آثار الشرق الأدنى. والتر دي جروتر. ج. 7. ص. 376–377.
2. 1 2  كنوز ودفائن الوطن نسخة محفوظة 17 ديسمبر 2019 على موقع واي باك مشين.
3. ↑  kabtu, CAD K, vol. 8 (1971), p. 26.
4. ↑  جي إيه برينكمان (1999). ديتز أوتو إدزارد (المحرر). المعجم الآشوري وعلم آثار الشرق الأدنى. والتر دي جروتر. ج. 7. ص. 183–184.
5. ↑  نخبة من اساتذة التاريخ (1983). العراق في التاريخ. دار الحرية للطباعة. ص. 108.
6. ↑  الباحث علي شحيلات و د. عبد العزيز الياس الحمداني (2007). مختصر تاريخ العراق (تاريخ العراق القديم). دار الكتب العلمية. ج. الجزء الثالث (العصر البابلي) 2004-539 ق.م. ص. 163.
7. ↑  حسين محمد محيي الدين السعدي، المحرر (2016). "الدولة البابلية الرابعة (عصر ما بعد الكاشي)". تاريخ الشرق الادنى القديم العراق – إيران – آسيا الصغرى (ج 2). ص. 150.
8. ↑  منتدي لآلئ التاريخ والجغرافيا وتحليل الأحداث ، العلاقات البابلية ـ العيلامية خلال حكم سلالة إيسن الثانية ، السبت 14 يوليو 2012 نسخة محفوظة 20 فبراير 2020 على موقع واي باك مشين.
9. ↑  أحمد حسن داني؛ جان بيير موهين؛ جي إل لورينزو؛ في أم ميسون؛ تي أوبينغا، المحررون (1996). "فترة ما بعد الكاشية". تاريخ الإنسانية - التطور العلمي والثقافي: من الألفية الثالثة إلى القرن السابع قبل الميلاد (المجلد الثاني). اليونيسكو. ص. 487.